# آساکو ۱ و ۲
آساکو ۱ و ۲ یا حتی اگر من را بیدار کنی (به ژاپنی: 寝ても覚めても Netemo Sametemo, lit. "At All Hours") نام یک فیلم رمانتیک ژاپنی به کارگردانی ریوسوکی هاماگوچی محصول ۲۰۱۸ است. این فیلم برای رقابت در کسب نخل طلا هفتاد و یکمین جشنواره فیلم کن انتخاب شد.

## داستان
آساکو دختر ۲۱ ساله‌ای است که در اوساکا زندگی می‌کند. او عاشق مردی به نام باکو می‌شود اما پس از چندی باکو به ناگاه ناپدید می‌شود. دو سال بعد، او مقیم توکیو است که ریوهی را می‌بیند. مردی که از نظر ظاهری بسیار شبیه باکو است اما از نظر شخصیتی تفاوت‌های فراوانی دارد. آساکو حالا عاشق ریوهی است.